# Lex Romana canonice compta
Die Lex romana canonice compta (auch Capitula legis Romanae) ist eine Kanones-Sammlung, die vor allem römisches Recht enthält. Sie wurde in Oberitalien im letzten Viertel des 9. Jahrhunderts kompiliert. Die Sammlung ist nur in einer Handschrift erhalten (Paris, Bibliothèque nationale de France, lat. 12448), die nicht das Original sein kann.